# 2002년 12월
| 2002년: 1월 · 2월 · 3월 · 4월 · 5월 · 6월 · 7월 · 8월 · 9월 · 10월 · 11월 · 12월 |

| <            | 2002년 12월 | 2002년 12월 | 2002년 12월 | 2002년 12월 | 2002년 12월 | >          |
| 일           | 월          | 화          | 수          | 목          | 금          | 토         |
| 1 10.27 계묘 | 2 28 갑진   | 3 29 을사   | 4 11.1 병오 | 5 2 정미    | 6 3 무신    | 7 4 기유   |
| 8 5 경술     | 9 6 신해    | 10 7 임자   | 11 8 계축   | 12 9 갑인   | 13 10 을묘  | 14 11 병진 |
| 15 12 정사   | 16 13 무오  | 17 14 기미  | 18 15 경신  | 19 16 신유  | 20 17 임술  | 21 18 계해 |
| 22 19 갑자   | 23 20 을축  | 24 21 병인  | 25 22 정묘  | 26 23 무진  | 27 24 기사  | 28 25 경오 |
| 29 26 신미   | 30 27 임신  | 31 28 계유  |             |             |             |            |

| 편집하기 |

## 2002년12월 19일
- 제 16대 대통령 선거가 치러지고 노무현 후보가 당선되었다.